# На захід від Ріо Гранде
"На захід від Ріо Гранде" (англ. West of the Rio Grande) - вестерн 1944 року режисера Ламберта Гілльйєра . Це десята стрічка із серії фільмів про маршала "Неваду" Джека Маккензі. В головних ролях знялись Джонні Мак Браун, Реймонд Гаттон, Денніс Мур, Крістін Макінтайр та Ллойд Інгрехем. Прем'єра фільму відбулась 22 травня 1938 року.

## У ролях
- Джонні Мак Браун - "Невада" Джек Маккензі
- Реймонд Хаттон - Сенді Гопкінс
- Денніс Мур - Денні Бойд
- Крістін Макінтайр - Аліса Дарсі
- Ллойд Інгрехам - Трупер Мід
- Кеннет Макдональд - Мартін Кін
- Френк ЛаРу - суддя Дарсі
- Арт Фаулер - Нейт Тодд
- Х'ю Проссер - Лакі Крамер
- Едмунд Кобб - Кучерявий

## Зовнішні посилання
- На захід від Ріо Гранде на сайті IMDb (англ.)
- На захід від Ріо Гранде на TCM Movie Database (англ.)